# Vadim Pigas
Vadim Pigas (en bielorruso: Вадзім Уладзіміравіч Пігас; Minsk, 8 de agosto de 2001) es un futbolista bielorruso que juega en la demarcación de defensa para el F. C. Pari Nizhniy Novgorod de la Liga Premier de Rusia.

## Selección nacional
Tras jugar en las categorías inferiores de la selección, finalmente hizo su debut con la selección absoluta de Bielorrusia el 15 de octubre de 2024 en un partido de la Liga de Naciones de la UEFA 2024-25 contra Luxemburgo que finalizó con un resultado de empate a uno tras el gol de Syarhey Palitsevich para Bielorrusia, y de Gerson Rodrigues para Luxemburgo.

## Clubes
| Club                        | País        | Año       | Partidos | Goles |
| --------------------------- | ----------- | --------- | -------- | ----- |
| FC Isloch Minsk Raion       | Bielorrusia | 2021-2023 | 77       | 4     |
| FC Dinamo Minsk             | Bielorrusia | 2024-2025 | 64       | 3     |
| F. C. Pari Nizhniy Novgorod | Rusia       | 2025-     |          |       |

## Palmarés

### Títulos nacionales
| Título                      | Club               | País        | Año  |
| --------------------------- | ------------------ | ----------- | ---- |
| Liga Premier de Bielorrusia | F. C. Dinamo Minsk | Bielorrusia | 2024 |
| Supercopa de Bielorrusia    | F. C. Dinamo Minsk | Bielorrusia | 2025 |